# ビンゴ5
ビンゴ5（ビンゴファイブ、BINGO 5）は、日本で1994年（平成6年）10月1日に発売が開始された数字選択式全国自治宝くじにおいて、2017年（平成29年）4月3日から新たに発売が開始された宝くじの1種。

## 概要
タテ・ヨコ3マスずつ、計9個のマス目のうち、中央（FREE/フリー）のマスを除いた8個のマス目に記載された5つの数字の中から1つずつ、01から40までの数字のうち計8個の数字を選択するものである。中央のFreeマスは的中扱い。抽せんは、毎週水曜日18:45 (JST) から東京・京橋の宝くじドリーム館にて行われる。選択した数字と抽せんされた数字が一致したマスと、中央(FREE/フリー)のマスによって、縦・横・ななめの計8ラインのうち、揃ったラインの数で1等から7等までの当せんが決まる。2021年2月現在、宝くじ売り場と宝くじ公式サイトで購入可能。他の数字選択式宝くじとは異なりATMでは購入できない。自分で数字を選ぶのではなく、コンピュータが自動的にランダムで数字を選ぶクイックピック（QP）という方法もあり、これは他の数字選択式自治宝くじである『ナンバーズ』や『ロト（ミニロト・ロト6・ロト7）』などと同様である。
当初、ビンゴ5の収益の一部は日本で行われるラグビーワールドカップ2019（2017年4月 - 2018年3月）、2020年東京オリンピック・パラリンピック（2018年4月 - 2021年3月）の運営に活用されたため、くじ券には当該ワールドカップロゴ、2020年東京オリンピック・パラリンピックのロゴが印字されていた。
毎週水曜日に東京宝くじドリーム館で行われるビンゴ5と、その後のナンバーズ抽せん会は、第1回より第102回抽せん（2019年3月27日抽せん）まではMCのラリゴ、岡田地平（隔週交互の出演）とダンサーが抽せん進行を行なっていた（発売当初のビンゴ5のコンセプトが、「パーティーのような宝くじ」であったため）。なお、第103回（2019年4月3日抽せん）以後の抽せんとジャンボ宝くじ発売時期の週一に大阪宝くじドリーム館で行われる抽せん会ではMCやダンサーが登場せず、従来の抽せん会と同様に抽せんが行われる。
第1回の抽せんは2017年4月5日に行われ、抽せん数字は、01・10・13・19・23・28・35・37。1等の口数は2口で、当せん金額は8,578,800円となった。
ミニロト同様キャリーオーバーがなく、1等の最高当せん金額は3,000万円。そのため、3,000万円を超えた場合の超過額は2等以下に配分される。ただ、2024年12月現在、3,000万円が出たことは一度もない。
| 等級 | 当せん内容            | 当せん確率                 | 当せん金額 （1口当たり見込み額） |
| ---- | --------------------- | -------------------------- | -------------------------------- |
| 1等  | 8ライン(全ライン)成立 | 1 / 390,625                | 5,556,200円                      |
| 2等  | 6ライン成立           | 16 / 390,625（約1/24,414） | 300,000円                        |
| 3等  | 5ライン成立           | 48 / 390,625（約1/8,138）  | 45,000円                         |
| 4等  | 4ライン成立           | 192 / 390,625（約1/2,035） | 18,200円                         |
| 5等  | 3ライン成立           | 1,248 / 390,625（約1/313） | 2,500円                          |
| 6等  | 2ライン成立           | 6,656 / 390,625（約1/59）  | 700円                            |
| 7等  | 1ライン成立           | 56,832 / 390,625（約1/7）  | 200円 (原則固定)                 |